# Alan van Nantes
Alan van Nantes ook bekend als Alan van Bretagne (circa 981 - 990) was van 988 tot aan zijn dood hertog van Bretagne en graaf van Nantes. Hij behoorde tot het huis Nantes.

## Levensloop
Alan was de enig bekende zoon van hertog Guerech van Bretagne uit diens huwelijk met Aremburga van Ancenis.
Na het overlijden van zijn vader in 988 werd hij hertog van Bretagne en graaf van Nantes. De volgende twee jaar werden gemarkeerd door voortdurende oorlogsvoering tussen het huis Nantes en graaf Conan I van Rennes, die op Bretagne aasde. In 990 overleed de nog jonge Alan, ofwel na een ziekte, ofwel vermoord in opdracht van Conan van Rennes. Vervolgens nam Conan Nantes in en liet hij zich uitroepen tot hertog van Bretagne.

## Voorouders
| Voorouders van Alan van Nantes (981-990) | Voorouders van Alan van Nantes (981-990)                       | Voorouders van Alan van Nantes (981-990)                       | Voorouders van Alan van Nantes (981-990)                       | Voorouders van Alan van Nantes (981-990)                       | Voorouders van Alan van Nantes (981-990)                       | Voorouders van Alan van Nantes (981-990)                       | Voorouders van Alan van Nantes (981-990)                       | Voorouders van Alan van Nantes (981-990)                       |
| ---------------------------------------- | -------------------------------------------------------------- | -------------------------------------------------------------- | -------------------------------------------------------------- | -------------------------------------------------------------- | -------------------------------------------------------------- | -------------------------------------------------------------- | -------------------------------------------------------------- | -------------------------------------------------------------- |
| Overgrootouders                          | Mathuedoï I van Poher (875-930) ∞ ? (-)                        | Mathuedoï I van Poher (875-930) ∞ ? (-)                        | ? (–) ∞ ? (-)                                                  | ? (–) ∞ ? (-)                                                  | ? (–) ∞ ? (-)                                                  | ? (–) ∞ ? (-)                                                  | ? (–) ∞ ? (-)                                                  | ? (–) ∞ ? (-)                                                  |
| Grootouders                              | Alan II van Bretagne (–952) ∞ Judith (-)                       | Alan II van Bretagne (–952) ∞ Judith (-)                       | Alan II van Bretagne (–952) ∞ Judith (-)                       | Alan II van Bretagne (–952) ∞ Judith (-)                       | ? (–) ∞ ? (-)                                                  | ? (–) ∞ ? (-)                                                  | ? (–) ∞ ? (-)                                                  | ? (–) ∞ ? (-)                                                  |
| Ouders                                   | Guerech van Bretagne (–988) ∞ Aremburga van Ancenis (956-1024) | Guerech van Bretagne (–988) ∞ Aremburga van Ancenis (956-1024) | Guerech van Bretagne (–988) ∞ Aremburga van Ancenis (956-1024) | Guerech van Bretagne (–988) ∞ Aremburga van Ancenis (956-1024) | Guerech van Bretagne (–988) ∞ Aremburga van Ancenis (956-1024) | Guerech van Bretagne (–988) ∞ Aremburga van Ancenis (956-1024) | Guerech van Bretagne (–988) ∞ Aremburga van Ancenis (956-1024) | Guerech van Bretagne (–988) ∞ Aremburga van Ancenis (956-1024) |